# D906 (Saône-et-Loire)
De D906 is een departementale weg in het Franse departement Saône-et-Loire. De weg loopt van de grens met Côte-d'Or via Chalon-sur-Saône en Mâcon naar de grens met Rhône. In Côte-d'Or loopt de weg verder als D906 naar Auxerre en Parijs. In Rhône loopt de weg als D306 verder naar Lyon en Chambéry.

## Geschiedenis
Oorspronkelijk was de D906 onderdeel van de N6. In 2006 werd de weg overgedragen aan het departement Saône-et-Loire, omdat de weg geen belang meer had voor het doorgaande verkeer vanwege de parallelle autosnelweg A6. De weg is toen omgenummerd tot D906.